# هیلر ایکس-۱۸
هیلر ایکس-۱۸ (به انگلیسی: Hiller X-18) نام یک هواپیمای ترابری آزمایشی ساخت هواگردسازی هیلر بود که برای نخستین بار از فناوری عمودپرواز (V/STOL) برخوردار بود. این هواگرد نخستین تیلت‌روتور نیز بود و در نهایت این پروژه پژوهشی با ساخت تنها یک فروند هواپیما به پایان رسید. پس از انجام پژوهش، هواگرد را به موزه نفرستادند و هواگرد در آن زمان بازیافت شد تا فناوری آن به معرض نمایش در نیاید. هواگرد بل بوئینگ وی-۲۲ آسپری از فناوری مشابه بهره می‌برد.

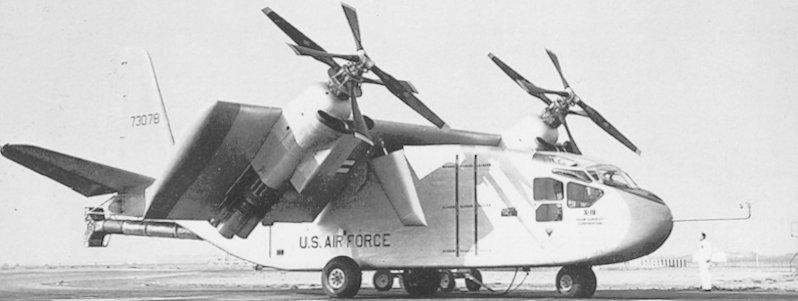
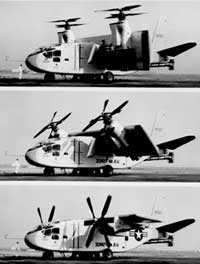

## مشخصات ایکس۱۸
داده‌ها از Jane's All the World's Aircraft 1961-62, The X-planes: X-1 to X-29
ویژگی‌های عمومی
- خدمه: ۲–۳
- طول: ۶۳ فوت (۱۹ متر)
- پهنای بال: ۴۸ فوت (۱۵ متر)
- ارتفاع: ۲۴ فوت (۷٫۳ متر)
- نسبت اندازه: ۴٫۳۶
- ایرفویل: NACA 23015[۳]
- وزن خالی: ۲۷٬۰۵۲ پوند (۱۲٬۲۷۱ کیلوگرم)
- بیشترین وزن برخاست: ۳۳٬۰۰۰ پوند (۱۴٬۹۶۹ کیلوگرم)
- ظرفیت سوخت: ۱٬۰۰۰ گالون آمریکایی (۸۳۳ گالون بریتانیایی؛ ۳٬۷۸۵ لیتر)
- پیشرانه: ۲ عدد coupled turboprop engines Allison T40-A-14, ۵٬۸۵۰ اسب بخار (۴٬۳۶۰ کیلووات)  در هر موتور equivalent
- پیشرانه: ۱ عدد turbojet Westinghouse J34, ۳٬۴۰۰ پوند-نیرو (۱۵ کیلونیوتن) thrust  for jet reaction pitch control
- ملخ‌ها: ششملخه Curtiss-Wright، قطر  ۱۶ فوت ۱ اینچ (۴٫۹۰ متر) contra-rotating propellers

عملکرد
- حداکثر سرعت: ۲۵۳ مایل بر ساعت (۴۰۷ کیلومتر بر ساعت، ۲۲۰ گره) * Maximum wing-tilt speed: ۱۷۸ مایل بر ساعت (۱۵۵ گره؛ ۲۸۶ کیلومتر بر ساعت)
- بُرد: ۲۲۴ مایل (۳۶۰ کیلومتر، ۱۹۵ مایل دریایی)
- حداکثر ارتفاع: ۳۵٬۳۰۰ فوت (۱۰٬۸۰۰ متر)